# Hoengseong
Der Landkreis Hoengseong (kor.: 횡성군, Hoengseong-gun) befindet sich in der Provinz Gangwon-do in Südkorea. Der Verwaltungssitz befindet sich in der Stadt Hoengseong-eup. Der Landkreis hatte eine Fläche von 997 km² und eine Bevölkerung von 47.257 Einwohnern im Jahr 2019.
Hanu, eine koreanische Rindfleischsorte aus Hoengseong, ist in Südkorea weit verbreitet. Die saubere Umwelt der Region ermöglicht die Aufzucht von hochwertigen Rindern. Der Landkreis startete 1995 eine strategische Marketingkampagne, um sich als Ursprung des besten Rindfleischs in Korea zu bewerben.

## Söhne und Töchter des Landkreises

Lage des Landkreises in Gangwon-do

- Lee Hyung-taik (* 1976), Tennisspieler
- Kim Hee-chul (* 1983), Sänger